# Umberto
Umberto  è un nome proprio di persona italiano maschile.

## Varianti
- Alterati: Umbertino
- Femminili: Umberta
  - Alterati: Umbertina

### Varianti in altre lingue
- Catalano: Humbert
- Francese: Humbert[1]
- Germanico: Hunberct[1]
- Inglese: Humbert[1]
- Latino: Umbertus[2]
- Olandese: Humbert
- Polacco: Humbert
- Portoghese: Humberto
- Russo: Гумберт (Gumbert)
- Spagnolo: Humberto
- Svedese: Humbert
- Tedesco: Humbert[1]
- Ungherese: Humbert

## Origine e diffusione
Il nome, giunto all'italiano attraverso la forma latina Umbertus, deriva dall'antico germanico Hunberct; il primo elemento può essere ricondotto a hun ("guerriero") oppure a Hünnen ("unno"), mentre il secondo è beraht (o berht, berhta, "famoso", "illustre", da cui anche Adalberto, Gilberto, Uberto e molti altri), e il significato viene interpretato come "famoso guerriero", "potente illustre" e via dicendo.
In Inghilterra venne portato dai Normanni, ma non raggiunse mai un'ampia diffusione.

## Onomastico
L'onomastico può essere festeggiato in memoria di più santi, alle date seguenti:
- 4 marzo, beato Umberto III di Savoia, conte[4]
- 27 aprile, beato Umberto di Miribel, vescovo di Valence[4]
- 6 settembre (originariamente il 25 marzo), sant'Umberto di Maroilles, abate[4]

## Persone

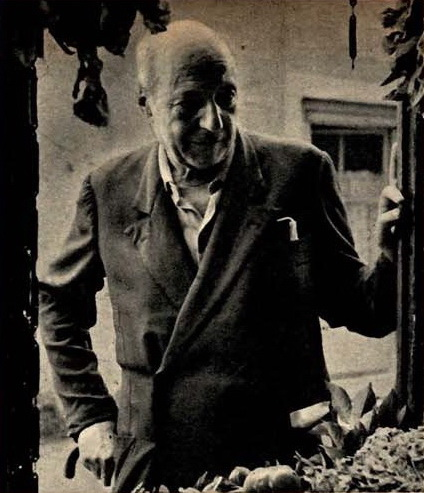
Umberto Saba

- Umberto I di Savoia, detto il Re buono, re d'Italia
- Umberto II di Savoia, detto il Re di maggio, re d'Italia
- Umberto Benedetto, regista italiano
- Umberto Boccioni, pittore e scultore italiano
- Umberto Bossi, politico italiano
- Umberto Eco, semiologo, filosofo e scrittore italiano
- Umberto Galimberti, saggista e psicoanalista italiano
- Umberto Lenzi, regista, sceneggiatore e scrittore italiano
- Umberto Marcato, cantante italiano
- Umberto Nobile, ingegnere ed esploratore italiano
- Umberto Saba, poeta, scrittore e aforista italiano
- Umberto Tozzi, cantautore e chitarrista italiano
- Umberto Veronesi, medico, oncologo e politico italiano

### Variante Humberto

Humberto de Alencar Castelo Branco

- Humberto de Alencar Castelo Branco, militare e politico brasiliano
- Humberto Fernández Morán, medico, inventore e politico venezuelano
- Humberto Maschio, allenatore di calcio e calciatore argentino naturalizzato italiano
- Humberto Maturana, biologo e filosofo cileno
- Humberto Ramos, fumettista messicano
- Humberto Rosa, allenatore di calcio e calciatore argentino naturalizzato italiano
- Humberto Sousa Medeiros, cardinale e arcivescovo cattolico portoghese
- Humberto Tozzi, calciatore brasiliano

### Variante Humbert
- Humbert Balsan, produttore cinematografico e attore francese

## Il nome nelle arti
- Umberto Domenico Ferrari è un personaggio del film del 1952 Umberto D., diretto da Vittorio De Sica.
- Humbert Humbert è un personaggio del romanzo di Vladimir Nabokov Lolita, e delle opere da esso tratte.
- Umbertina è un personaggio dell'omonimo romanzo di Helen Barolini.

## Toponimi
- Umbertide, comune della provincia di Perugia, ricevette questo nome nel 1863 in onore del Principe Umberto I.
- Feletto Umberto, frazione e sede del comune di Tavagnacco (Udine)